# Jadźurweda
Jadźurweda (dewanagari यजुर्वेद) – jedna z czterech sanhit (zbiorów) wchodzących w skład Wed; składa się z formuł liturgicznych (jadźus) różnej długości, które wypowiadał cicho w czasie ofiary wedyjskiej adhwarju (kapłan, wykonujący wszelkie czynności manualne w ramach ofiary wedyjskiej).
Jadźurweda zachowała się w kilku redakcjach (znacznie się między sobą różniących) i dwóch wersjach:
- śuklajadźurweda (biała jadźurweda) – składająca się tylko z mantr;
- krysznajadźurweda (czarna jadźurweda) – składająca się z mantr i komentarzy do nich.

Śuklajadźurweda – zachowała się dwóch redakcjach:
- Kanva
- Madhjandina

Krysznajadźurweda – zachowała się w czterech redakcjach:
- Taittirija
- Kathaka
- Kapisthala
- Maitrajanija

Formuły Jadźurwedy to modlitwy i litanie skierowane do bóstw oraz słowa skierowane do sprzętów rytualnych (uświęcające je). W przybliżeniu połowa formuł jest metryczna, większość z nich zaczerpnięto z Rygwedy. Formuły napisane prozą są oryginalne. Ułożono je zgodnie z porządkiem czynności rytualnych.
Jadźurweda składa się z 40 lekcji (adhjaja), czterdziesta lekcja została dodana znacznie później i jest to upaniszada Iśa (Iśoupaniszada).
Krysznajadźurweda – zawiera nie tylko jadźusy, ale i komentarze (wyjaśniające rację używanych przez adhwarju formuł). Jest starsza od śuklajadźurwedy (wersji „oczyszczonej” z komentarzy). Najlepiej zachowana redakcja Krysznajadźurwedy to redakcja należąca do szkoły Taittirija.

## Datowanie
Jadźurweda jest młodsza od Rygwedy, datowana najczęściej na XII wiek p.n.e. Wskazuje na to analiza pojawiających się nazw regionów geograficznych – większość tekstów Jadźurwedy ułożono już w krainach na wschód od Pendżabu – w „Kraju Środkowym” (Madhjadeśa) – oraz widoczne zmiany w panteonie wedyjskim (na pierwszym miejscu w panteonie pojawia się Pradźapati, wzrasta znaczenie Rudry, Wisznu, pojawia się kult węży (nagów), koncepcja daivāsura (walki dewów z asurami)).